# Naturschutzgebiet Blumenstein

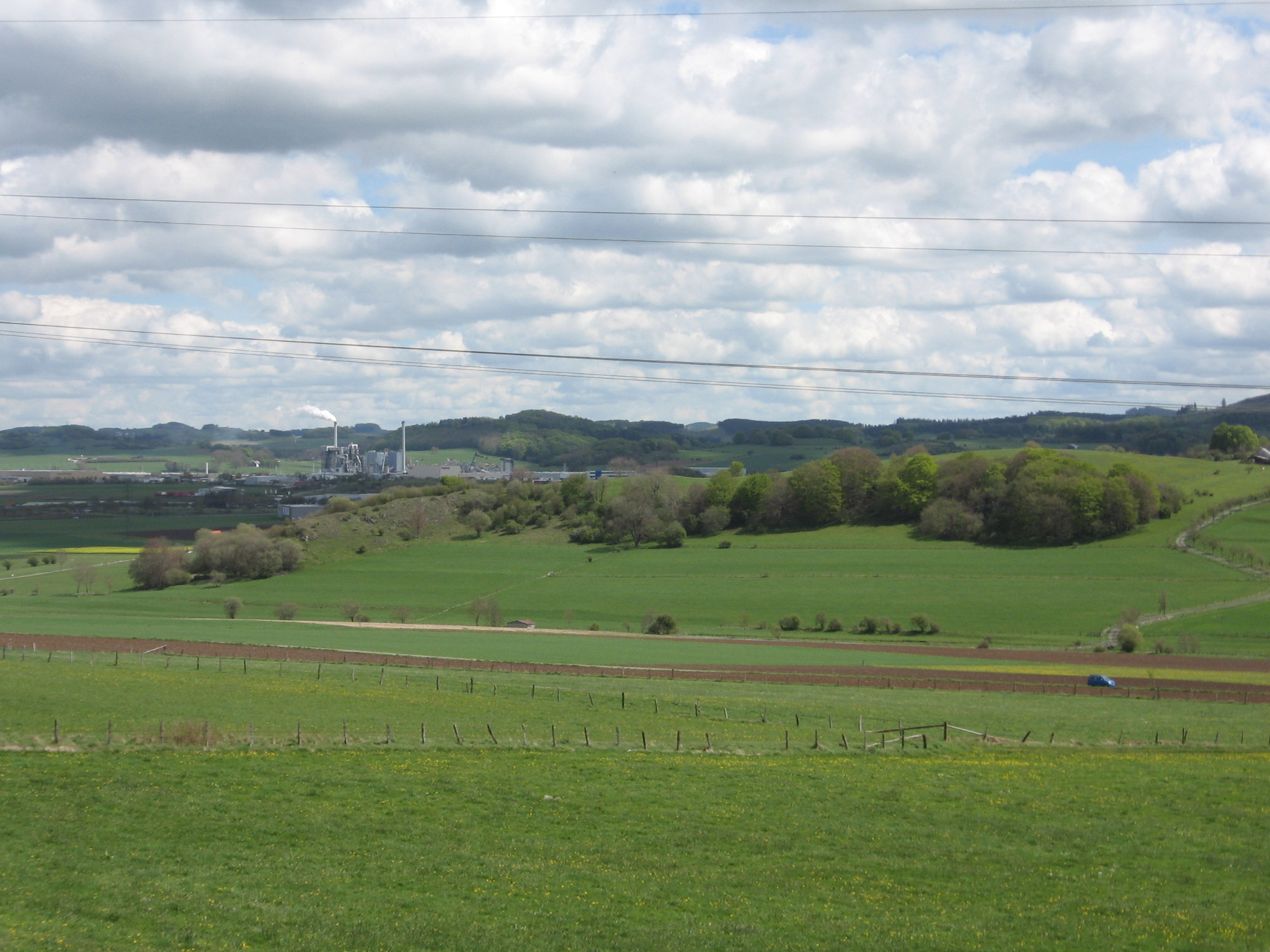
Bereich der Bergkuppe Großer Blumenstein im NSG

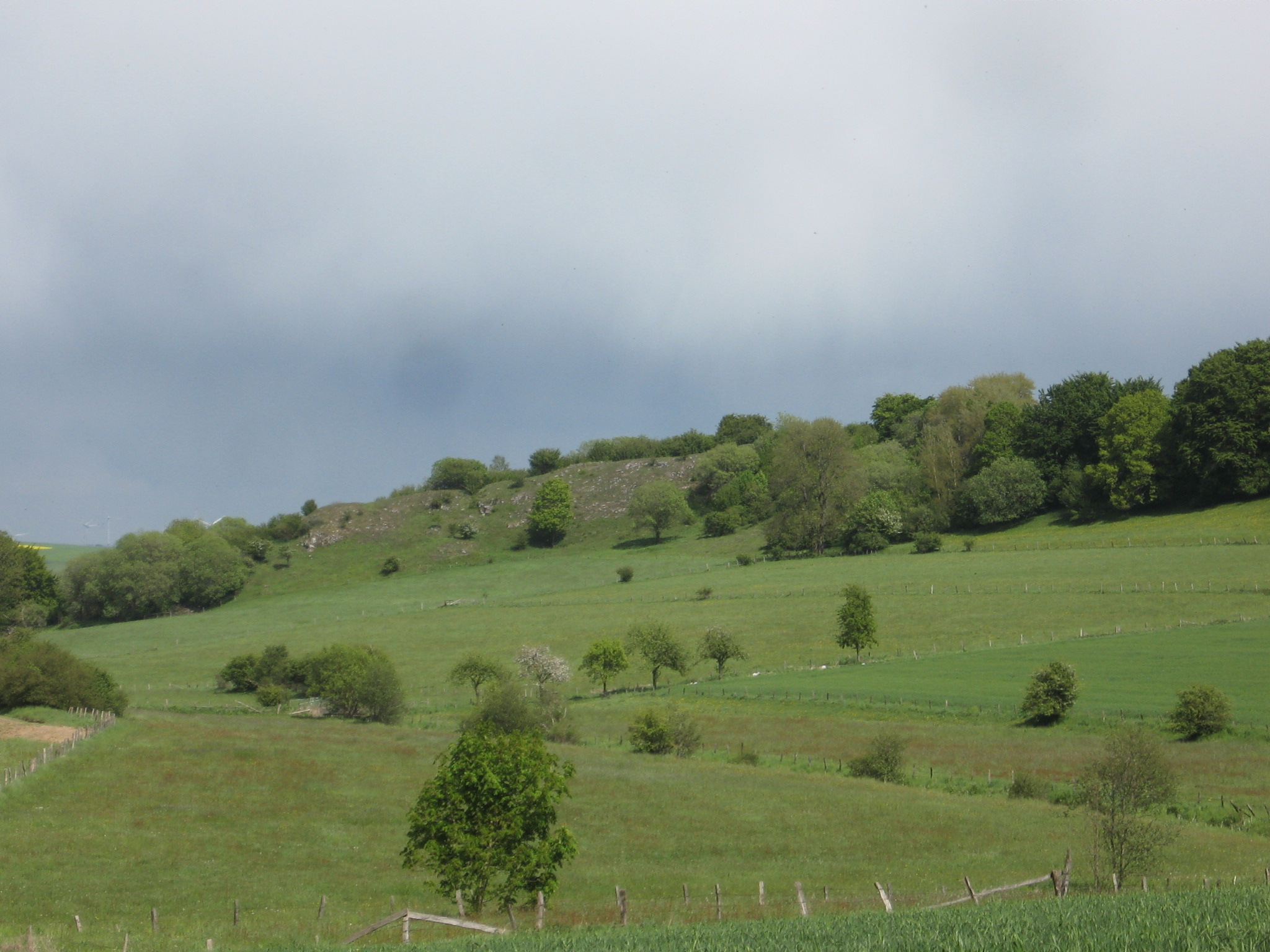
Bergkuppe Großer Blumenstein mit Magerrasenbereich

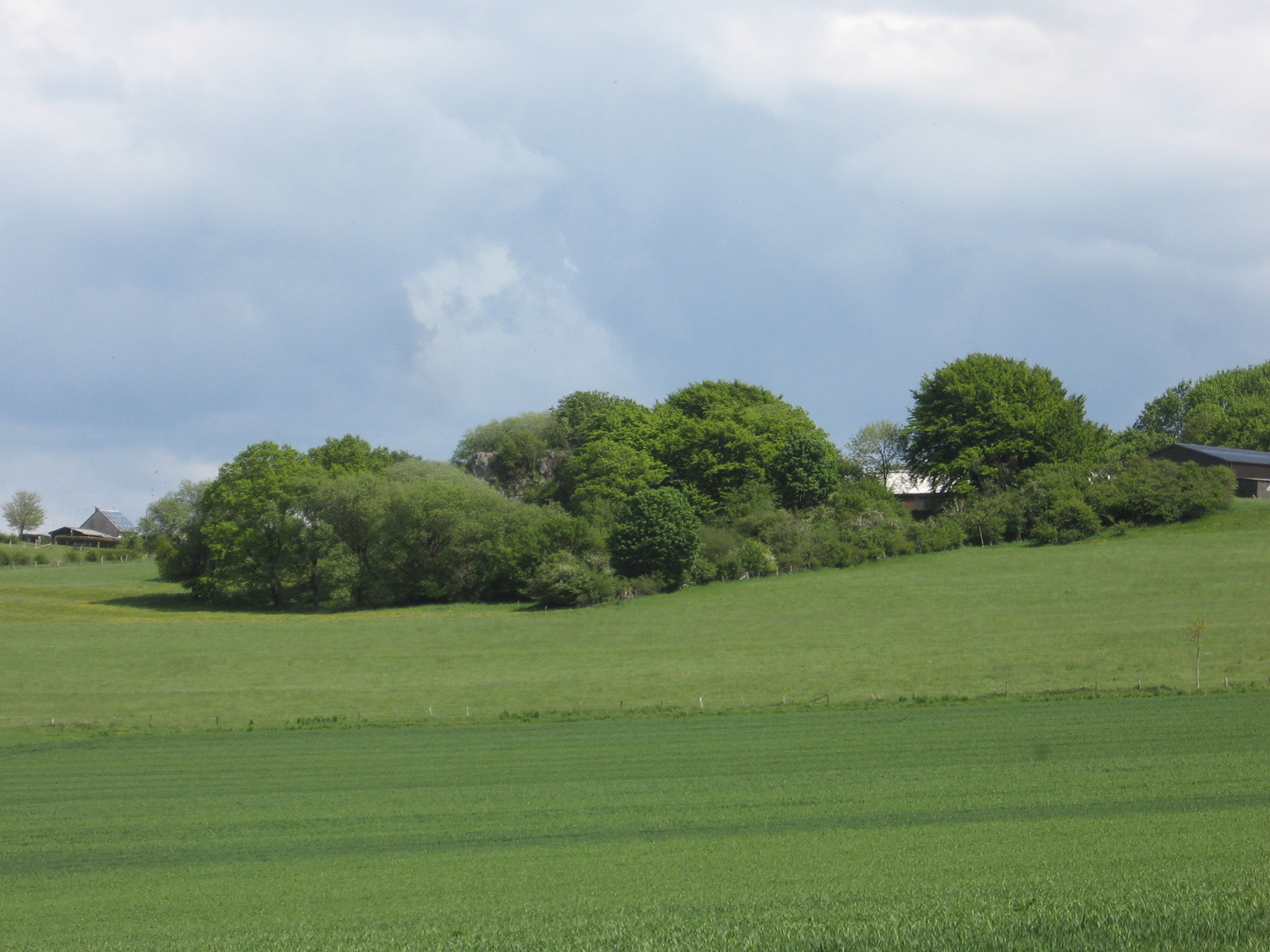
Bereich der Bergkuppe Kleiner Blumenstein

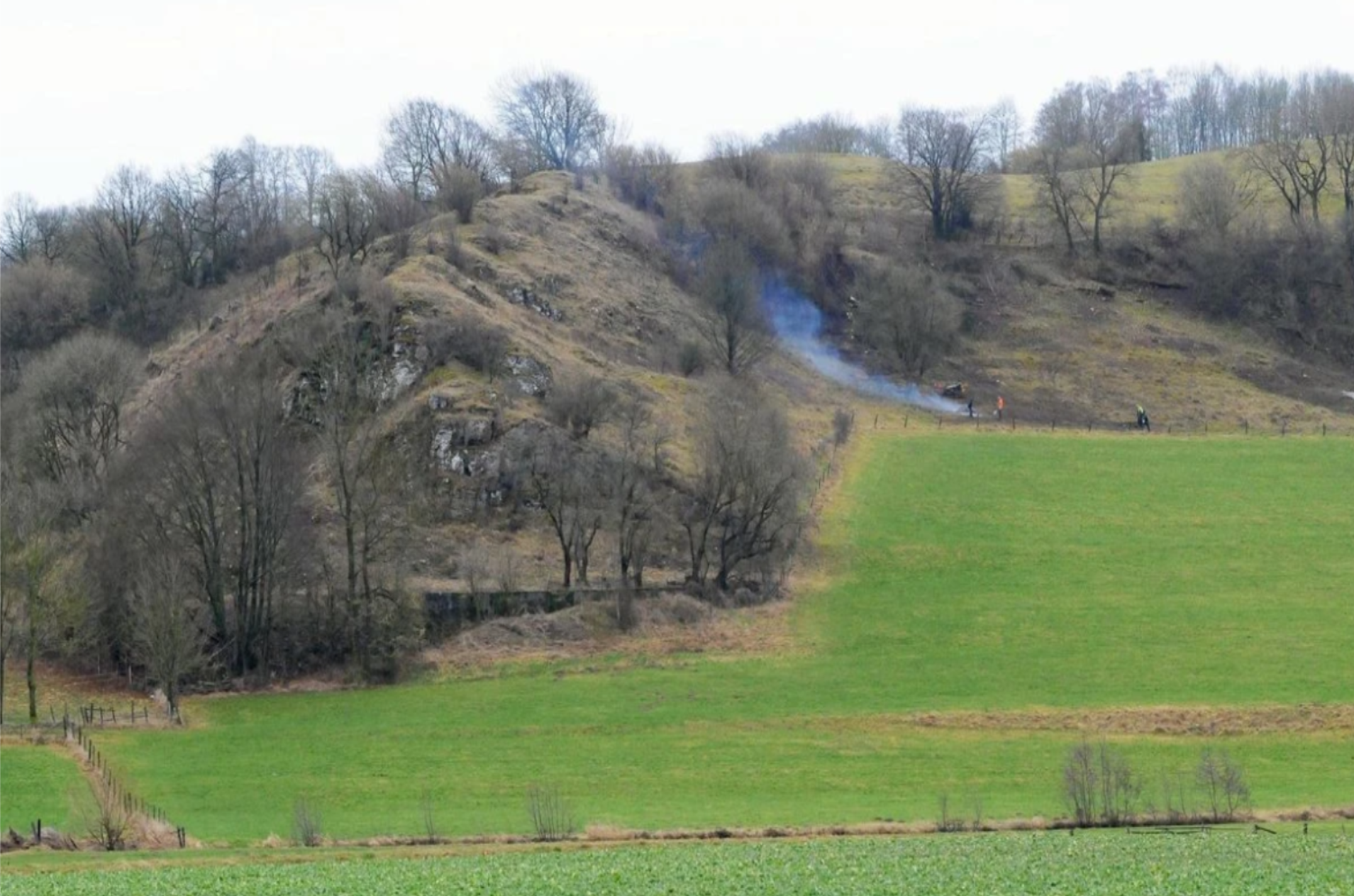
Ostrand vom Blumenstein, während Entbuschungsarbeiten vom Landschaftspflegetrupp der Biologischen Station Hochsauerlandkreis

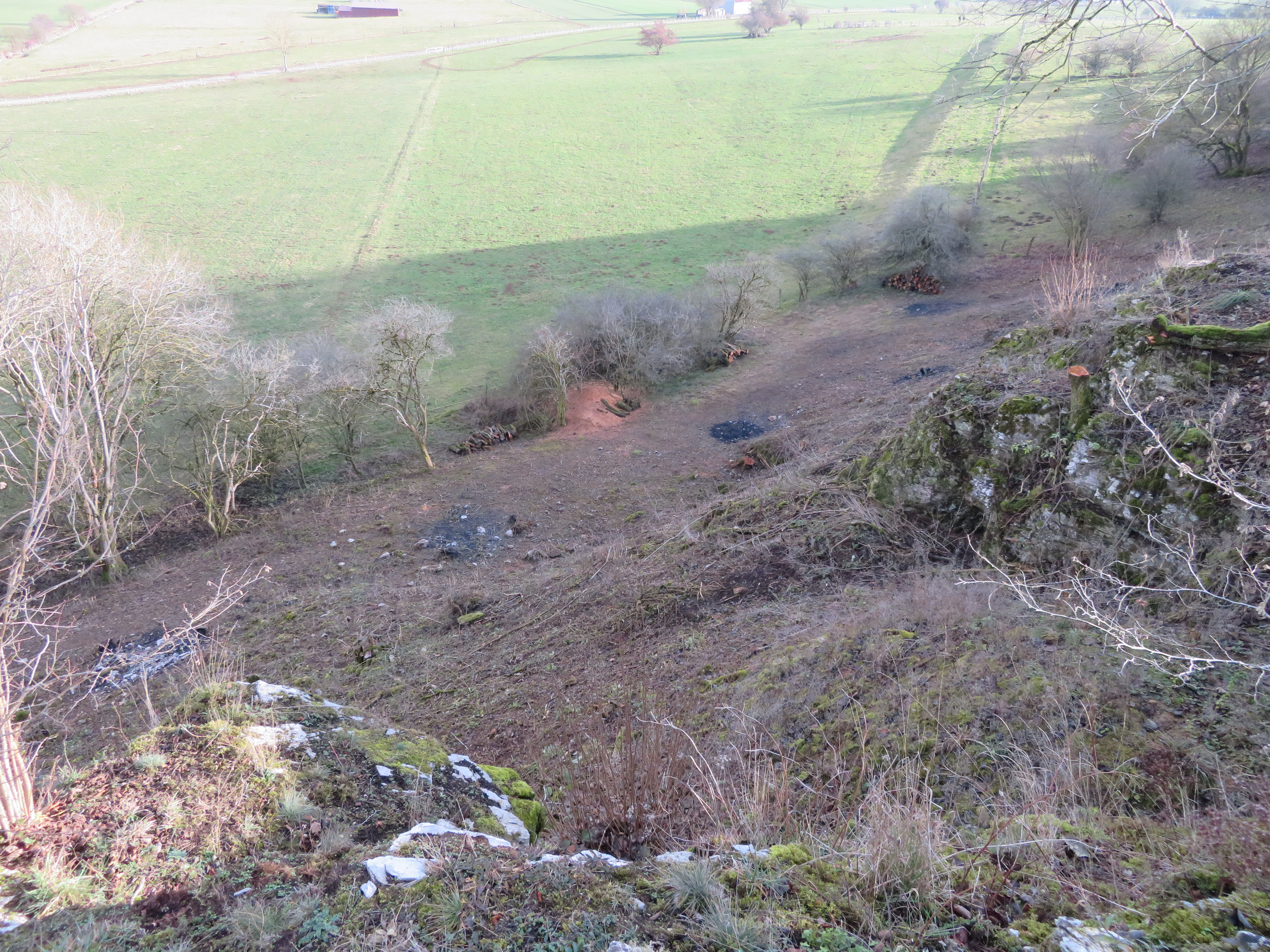
Ostrand vom Großen Blumenstein nach Entbuschungsarbeiten vom Landschaftspflegetrupp im Dezember 2020

Das Naturschutzgebiet Blumenstein mit einer Größe von 9,85 ha liegt nördlich von Brilon. Das Gebiet wurde 2008 mit dem Landschaftsplan Briloner Hochfläche durch den Hochsauerlandkreis als Naturschutzgebiet (NSG) ausgewiesen. Es ist eines von 31 Naturschutzgebieten in Brilon, welche zur Gruppe der Kalkkuppen mit speziellen Verboten gehören. Der Großteil des NSG gehört zum FFH-Gebietes Kalkkuppen bei Brilon (DE 4617-303). Das NSG ist zum Großteil vom Landschaftsschutzgebiet Grünlandverbund Aa umgeben. Nur südlich grenzt teilweise das Landschaftsschutzgebiet Offenland am nördlichen Ortsrand Brilon an.

## Gebietsbeschreibung
Beim NSG handelt es sich um die beiden Bergkuppen Großer Blumenstein und Kleiner Blumenstein mit Grünland darum. An beiden Kuppen treten Felsen offen zu Tage. Am Großen Blumenstein erreichen die Felsen eine Höhe von etwa acht Meter. Es befinden sich Grünlandbereiche mit Hecken und Feldgehölzen im NSG. Zum Grünland gehören auch Magerrasen. Das Schutzgebiet wird mit Rindern beweidet.
Der Westteil vom Großen Blumenstein und der Kleine Blumenstein befindet sich im Eigentum der Nordrhein-Westfalen-Stiftung Naturschutz, Heimat- und Kulturpflege, während der Ostteil vom Großen Blumenstein dem Land NRW gehört. Im Oktober 2019 führte ein Lohnunternehmen am Ostteil vom Großen Blumenstein großflächige Entbuschungsarbeiten durch. Der Landschaftspflegetrupp der Biologischen Station Hochsauerland räumte diese Bereiche bis zum 30. April 2021 auf, wobei das abgesägte Buschwerk teils verbrannt wurde. Am Kleinen Blumenstein wurden solche Entbuschungsarbeiten bereits 2018 bis 2019 durchgeführt. Durch Zurückdrängen der Verbuschung sollte Insekten, Reptilien, Vögel und Pflanzen wie Flechten, Moosen und Orchideen wieder mehr Lebensraum geschaffen werden.

## Pflanzen- und Tierarten im NSG
Das Landesamt für Natur, Umwelt und Verbraucherschutz Nordrhein-Westfalen dokumentierte im Schutzgebiet Blumen- und Krautarten wie Acker-Witwenblume, Blutwurz, Braunstieliger Streifenfarn, Breitblättriger Thymian, Dornige Hauhechel, Echte Nelkenwurz, Echter Wiesenhafer, Echtes Johanniskraut, Echtes Labkraut, Fieder-Zwenke, Flaumiger Wiesenhafer, Frühlings-Fingerkraut, Frühlings-Segge, Geflecktes Knabenkraut, Gelbes Sonnenröschen, Gemeiner Frauenmantel, Gewöhnliche Goldnessel, Große Händelwurz, Kleine Bibernelle, Kleine Braunelle, Kleiner Wiesenknopf, Kleines Habichtskraut, Knoblauchsrauke, Knolliger Hahnenfuß, Kriechender Hahnenfuß, Magerwiesen-Margerite, Mauerlattich, Mauerraute, Mittlerer Wegerich, Nesselblättrige Glockenblume, Nickendes Leimkraut, Purgier-Kreuzdorn, Purgier-Lein, Rundblättrige Glockenblume, Scharfer Hahnenfuß, Scharfer Mauerpfeffer, Skabiosen-Flockenblume, Spitzlappiger Frauenmantel, Spitzwegerich, Tauben-Skabiose, Vielblütige Weißwurz, Weißes Labkraut, Wiesen-Bärenklau, Wiesen-Flockenblume, Wiesen-Glockenblume, Wiesen-Goldhafer, Gemeine Schafgarbe, Echte Schlüsselblume, Wiesen-Schwingel und Zerbrechlicher Blasenfarn.
Als Brutvögel kommen Arten wie der Neuntöter vor.

## Schutzzweck
Im NSG soll das Grünland mit Hecken und Feldgehölzen geschützt werden. Wie bei allen Naturschutzgebieten in Deutschland wurde in der Schutzausweisung darauf hingewiesen, dass das Gebiet „wegen der Seltenheit, besonderen Eigenart und Schönheit des Gebietes“ zum Naturschutzgebiet wurde. Der Landschaftsplan führt zum Schutzzweck auf: „Erhaltung und Optimierung eines artenreichen Biotopmosaiks aus überwiegend extensiv genutztem Magergrünland, Hecken und Feldgehölzen als Lebensräume von tlw. seltenen und gefährdeten Tier- und Pflanzenarten sowie als wichtige Teilfläche im regionalen Verbund ähnlicher Biotopstrukturen; Sicherung und tlw. Extensivierung der überkommenen Grünlandnutzung auf Flächen mit hohem ökologischem Standortpotenzial durch Vertragsangebote zur Erhaltung dieses Biotopmosaiks; Sicherung der Kohärenz und Umsetzung des europäischen Schutzgebietssystems ‚Natura 2000‘.“

## Verbote
Zu den normalen Verboten in Naturschutzgebieten kommen beim NSG Blumenstein wie bei den anderen 31 Kalkkuppen zusätzliche Verbote hinzu. Es ist verboten, die Briloner Kalkkuppen zu düngen, zu walzen und zu schleppen. Es dürfen nicht mehr als zwei Großvieheinheiten pro Hektar gleichzeitig weiden. Ferner darf erst ab dem 1. Juli eines Jahres gemäht werden.